# Ted Nugent (album)
Ted Nugent – debiutancki album studyjny amerykańskiego gitarzysty, Teda Nugenta, wydany we wrześniu 1975 przez wytwórnię Epic Records.

## Lista utworów
| 1. | „Stranglehold”                    | 8:22  |
|    |                                   |       |
| 2. | „Stormtroopin'”                   | 3:07  |
|    |                                   |       |
| 3. | „Hey Baby”                        | 4:00  |
|    |                                   |       |
| 4. | „Just What the Doctor Ordered”    | 3:43  |
|    |                                   |       |
| 5. | „Snakeskin Cowboys”               | 4:38  |
|    |                                   |       |
| 6. | „Motor City Madhouse”             | 4:30  |
|    |                                   |       |
| 7. | „Where Have You Been All My Life” | 4:04  |
|    |                                   |       |
| 8. | „You Make Me Feel Right at Home”  | 2:54  |
|    |                                   |       |
| 9. | „Queen of the Forest”             | 3:34  |
|    |                                   |       |
|    |                                   | 38:52 |
|    |                                   |       |

## Twórcy
- Derek St. Holmes – śpiew, gitara
- Ted Nugent – śpiew, gitara, gitara basowa
- Rob Grange – gitara basowa
- Cliff Davies – perkusja, wibrafon
- Steve McRay – instrumenty klawiszowe
- Brian Staffeld – instrumenty perkusyjne
- Tom Werman – produkcja
- Lew Futterman – produkcja
- Anthony Reale – inżyniera dźwięku, miks
- Al Clayton – zdjęcia
- Gerard Huerta – grafika